# Year of the Dragon (Modern Talking)
Year of the Dragon (anche noto come 2000: Year of the Dragon) è il nono album in studio del gruppo musicale tedesco Modern Talking, pubblicato nel 2000.

## Tracce
1. China in Her Eyes – 4:22
2. Don't Take Away My Heart – 3:37
3. It's Your Smile – 3:31
4. Cosmic Girl – 3:41
5. After Your Love Is Gone – 3:41
6. Girl Out of My Dreams – 3:58
7. My Lonely Girl – 4:00
8. No Face, No Name, No Number – 3:59
9. Can't Let You Go – 4:22
10. Part Time Lover – 3:11
11. Time Is on My Side – 3:37
12. I'll Never Fall in Love Again – 4:39
13. Avec toi – 3:52
14. I'm Not Guilty – 3:39
15. Fight for the Right Love – 3:42
16. Walking in the Rain of Paris – 3:41
17. Fly to the Moon – 3:37
18. Love Is Forever – 3:24
19. China in Her Eyes (Rap Version) – 3:10